# Franco Albini
Franco Albini (n. 17 octombrie 1905, Robbiate, Lombardia, Regatul Italiei – d. 1 noiembrie 1977, Milano, Italia) a fost un arhitect italian. A reprezentat în mod constant și cu succes curentul raționalist italian, adaptând limbajul formelor la materialele folosite. A mai fost activ ca urbanist, designer și teoretician.

## Biografie profesională
A deținut funcții importante în conducerea Trienalei din Milano și în învățământ ca profesor la Universitatea de arhitectură din Veneția. Lucrări importante: pavilioane, birouri, locuințe muncitorești. Colaborator la proiectul „Milano-verde“. Amenajarea urbanistică a regiunii Reggio Emilia/Muzeul „Palazzo Bianco“ (Genova), Muzeul Tezaurului San Lorenzo (Genova), Noua primărie din Genova, Muzeul de artă egipteană din Cairo, Magazinele „Rinascente“ din Roma.

## Galerie de imagini

Câteva din lucrările lui Franco Albini fotografiate de Paolo Monti
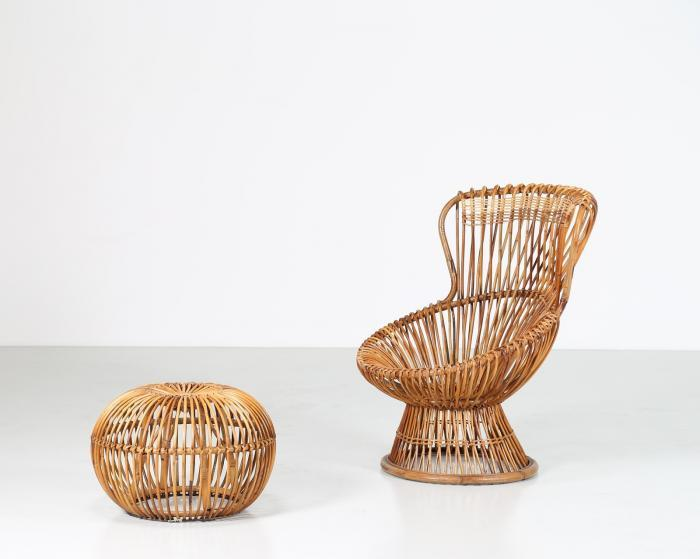
Margherita (scaun), 1951
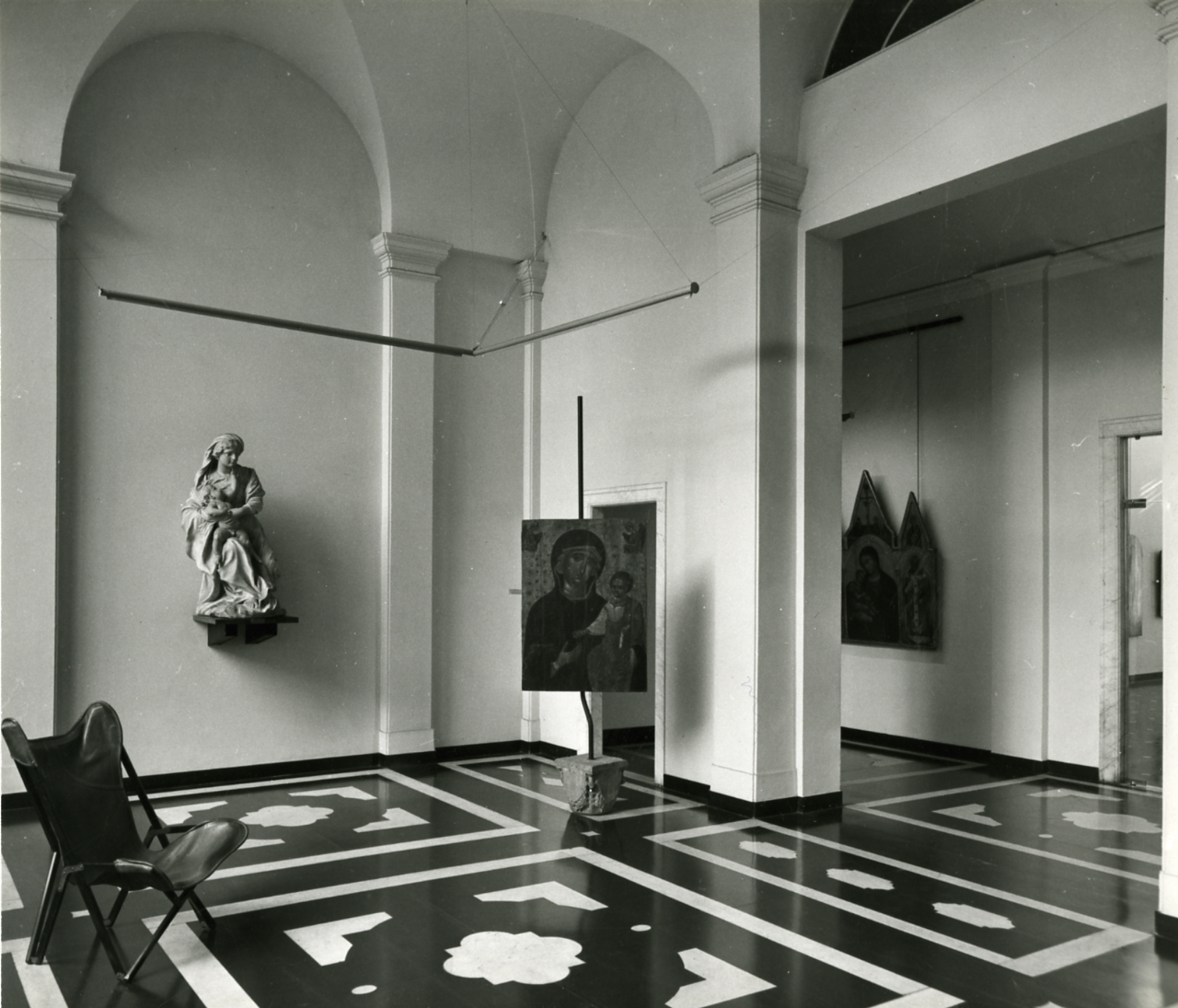
Palazzo Bianco, Genova (1949 - 1951)
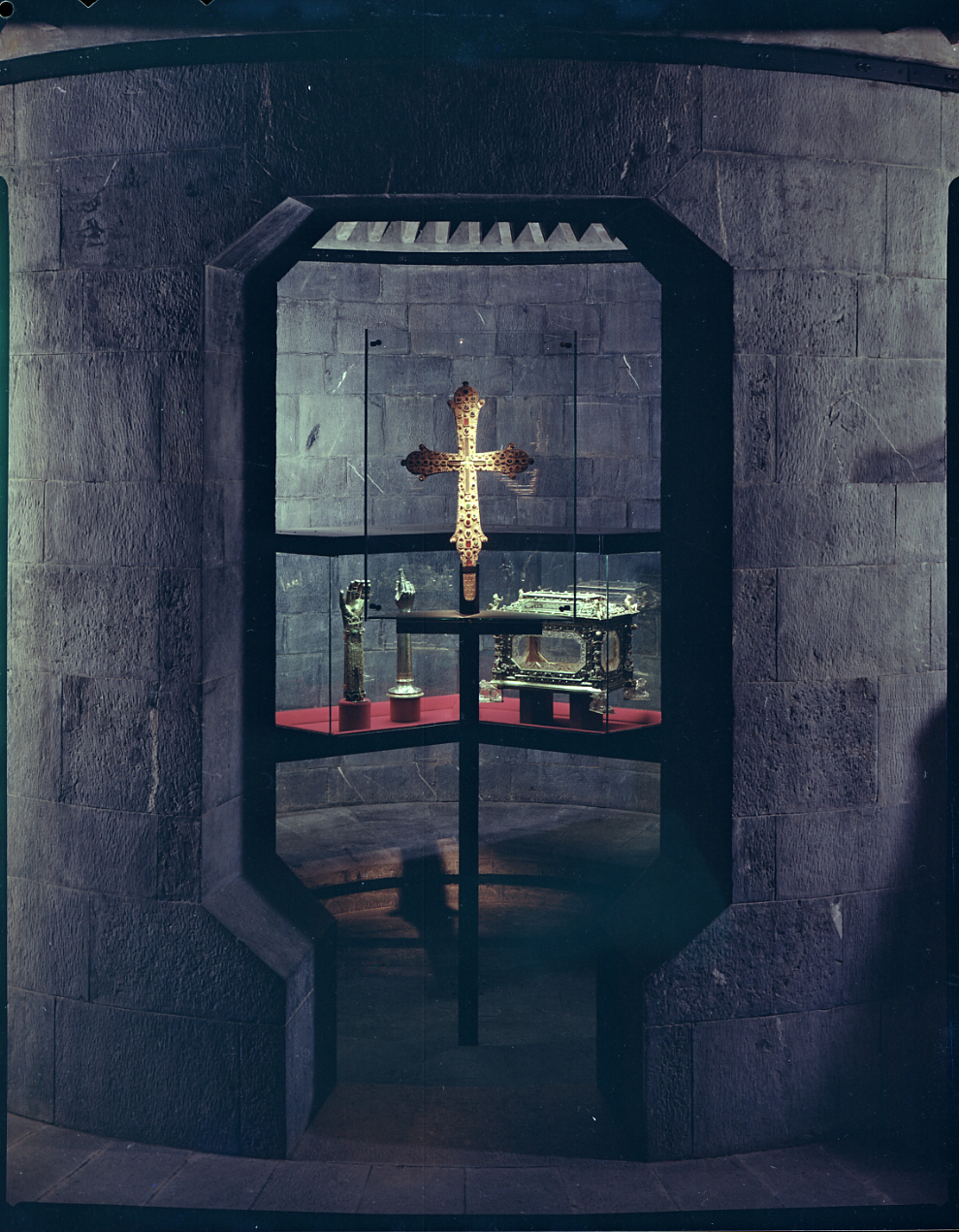
Museo del tesoro della cattedrale di San Lorenzo, Genova (1952 - 1956)
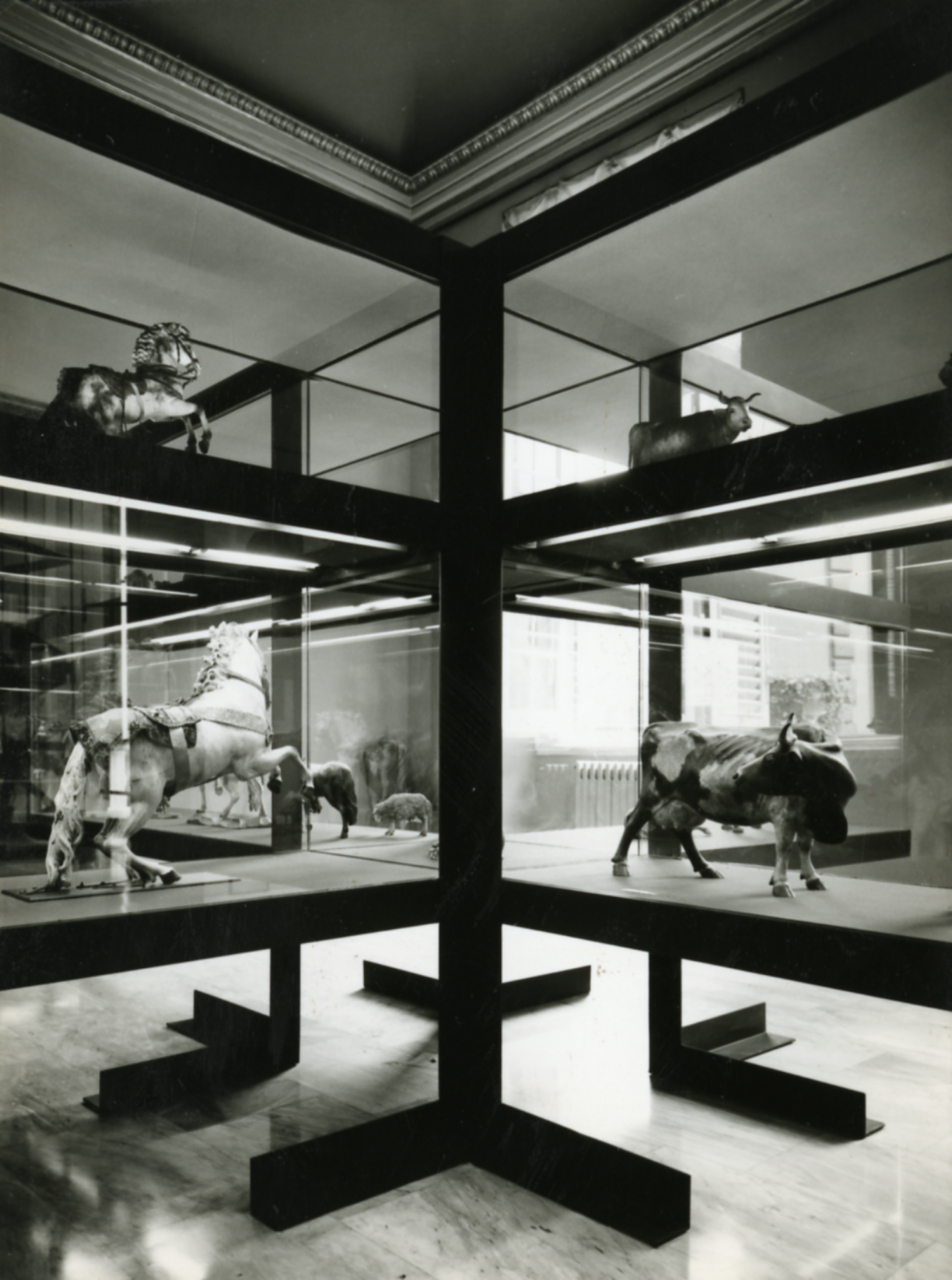
Museo di Palazzo Rosso, Genova (1952 - 1962)
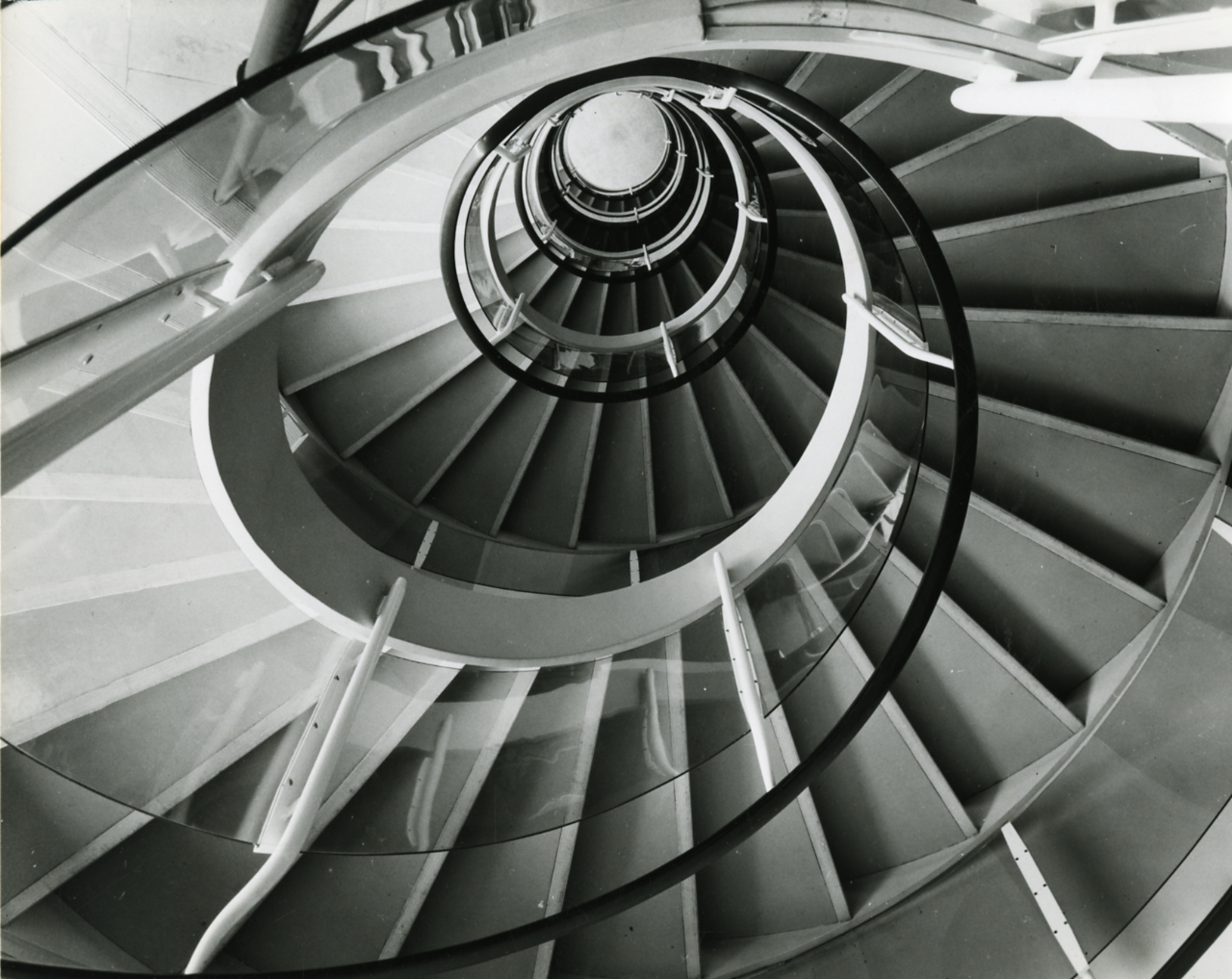
La Rinascente, Roma (1957 - 1961), detaliu al scării interioare din incinta magazinului